# Micranthocereus purpureus
Micranthocereus purpureus é uma espécie de Micranthocereus encontrada no estado da Bahia, no Brasil.

## Descrição
Micranthocereus purpureus normalmente cresce sem ramificações, com brotos colunares, atingindo alturas de mais de três metros e diâmetros de até doze centímetros. A planta possui de 12 a 25 costelas baixas e largas e aréolas grandes e bem espaçadas. Apresenta de quatro a dez espinhos centrais marrons de até cinco centímetros de comprimento e quinza a vinte espinhos radiais brancos em forma de agulha de até dez milímetros de comprimento. O cefálio, com até um metro de comprimento e doze centímetros de largura, é composto por lã branco-acinzentada e cerdas marrom-avermelhadas a pretas de até dois centímetros de comprimento. As flores variam do rosa ao branco e têm de quatro a cinco centímetros de comprimento. Os frutos vermelhos, esféricos ou em forma de copa, crescem até 2,5 centímetros de comprimento.

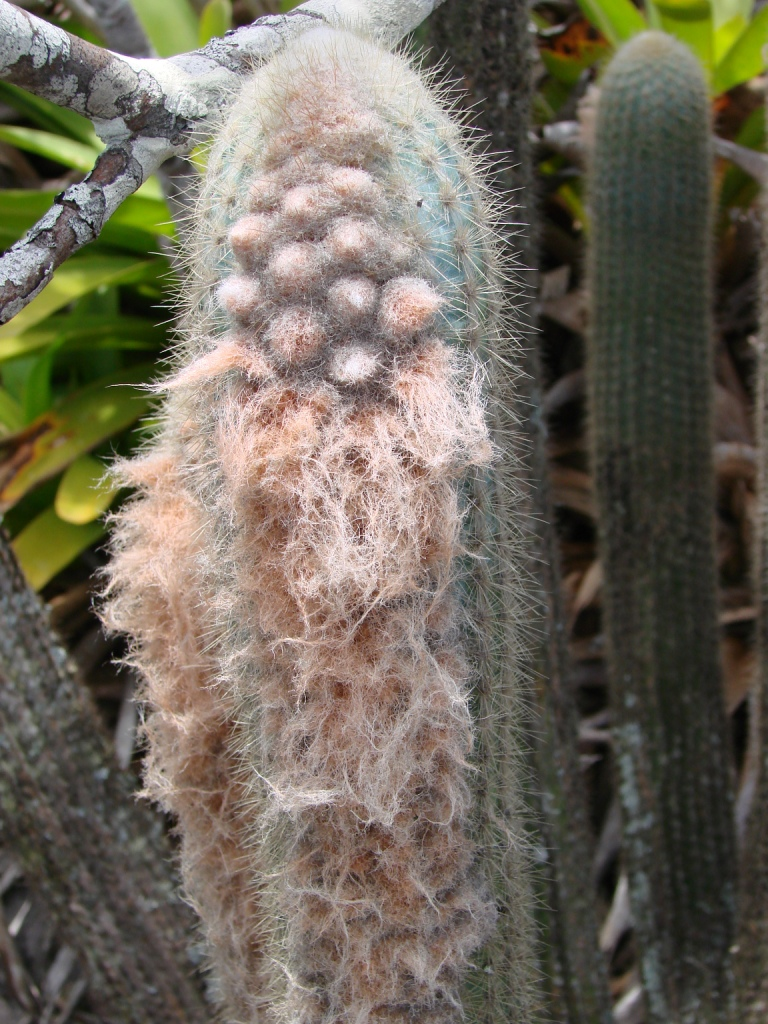
Explosões
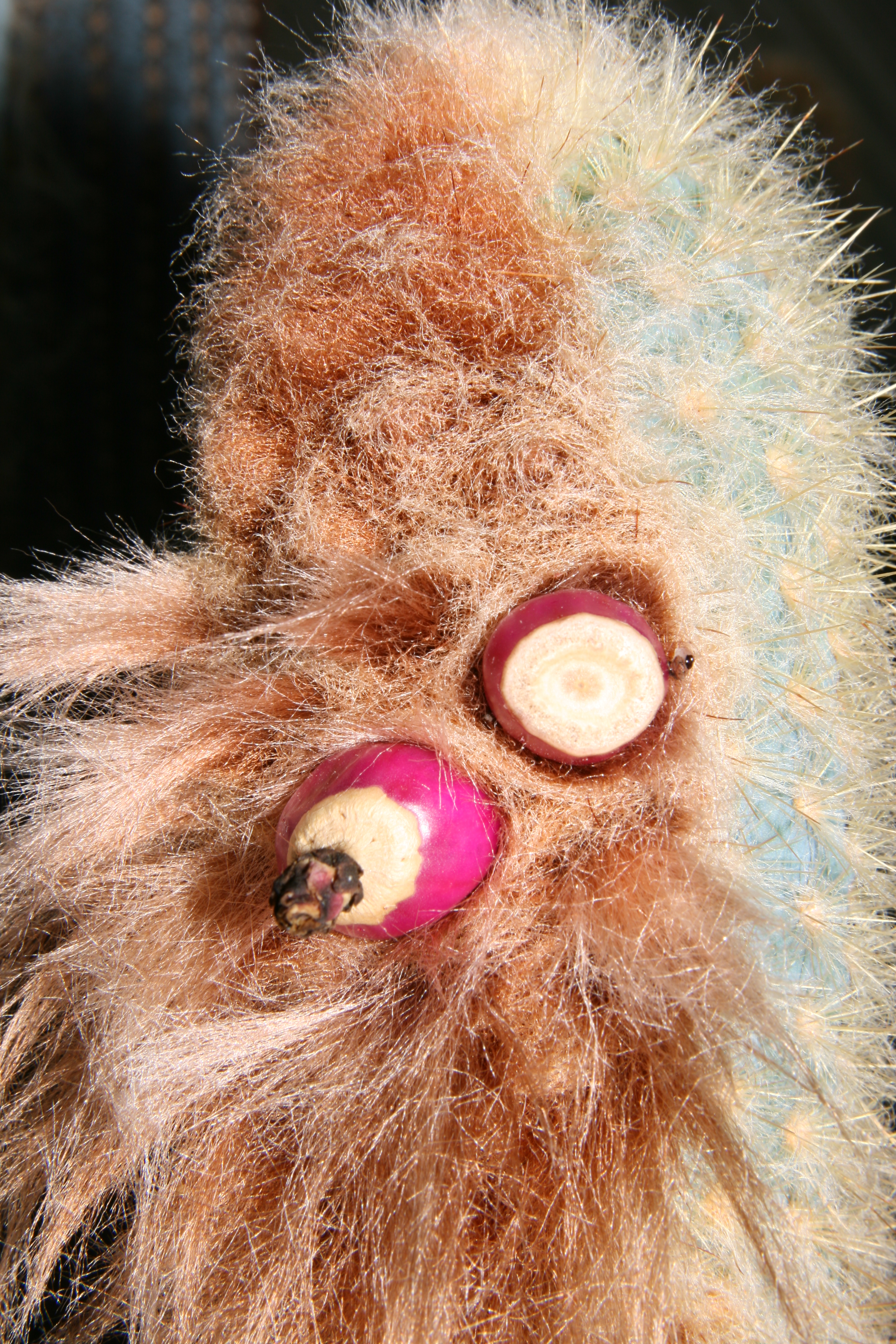
Fruta

## Taxonomia
Foi descrita pela primeira vez como Cephalocereus purpureus por Max Gürke em 1908. O epíteto específico purpureus, que significa 'roxo' em latim, refere-se à cor da flor. Friedrich Ritter reclassificou a espécie no gênero Micranthocereus em 1968.